# 2024년 하계 올림픽 사격
2024년 하계 올림픽 사격(프랑스어: Tir aux Jeux olympiques d'été de 2024)은 2024년 하계 올림픽의 정식 종목으로 진행된 사격 경기로 2024년 7월 27일부터 8월 5일까지 프랑스 샤토루의 프랑스 국립 사격 센터에서 개최되었다.
이번 대회에 출전하는 선수 규모는 340명으로 지난 대회인 2020년 도쿄올림픽 당시 규모인 360명에서 20명 감축하기로 하였다. 이는 남녀 종목의 출전선수 동수 규정에 따른 것이다. 나아가 결승전 방식을 바꾸고, 세부종목 면에서도 혼성 단체 스키트를 혼성 단체 트랩으로 대체하는 등의 변화가 있었다.

## 경기 방식
2017년 6월 9일 국제 올림픽 위원회가 사격 종목의 인기와 전세계적 인지도 향상을 위하여 경기방식을 변경하기로 한 결정에 대해 국제 사격 연맹이 환영의 뜻을 나타냈다. 가장 큰 변화는 사격 종목에서 양성평등의 실현과 유지를 위하여 혼성 단체 트랩 종목을 혼성 단체 스키트 종목으로 대체하는 것이었다. 이밖에도 이번 대회부터 2020년 도쿄올림픽 당시 출전 규모인 360명에서 340명으로 조정하고, 각 개인 사격종목에 새로운 엘리미네이션 (탈락전) 경기를 도입하게 되었다.
올림픽 개인종목 결승전에 진출한 각 선수들은 이전의 결과와는 상관없이 처음부터 다시 시작하게 되며, 일정 점수에 도달하지 못하면 한 명 한 명씩 탈락하는 방식으로 진행된다. 소구경 권총과 산탄총 (트랩, 스키트) 종목의 경우 결선에 진출한 선수 4명이 각각 두 번의 예선 릴레이에 나서 경쟁하게 되며, 여기서의 우승자와 준우승자가 메달결정전에 진출하게 된다. 소총과 공기권총 종목의 경우 결선에 진출한 선수 8명이 한꺼번에 경쟁하면서 한 명씩 탈락시키는 경기를 진행하며, 마지막까지 남은 두 선수도 1:1로 승부를 벌여 1위와 2위를 결정하게 된다.

## 예선
2022년 초 국제 사격 연맹은 양성편등 실현을 위하여 올림픽 출전 쿼터 배정수칙을 개정하기로 합의하였다. 이에 따라 남녀가 동등하게 170명의 선수, 총 340명의 선수가 올림픽 본선에 진출하게 되며, 각 출전권은 세계 선수권 대회와 대륙별 선수권 대회 (아시아, 아프리카, 유럽, 오세아니아, 아메리카)에서 최우수 성적을 거둔 선수들에게 돌아가게 된다.
올림픽 예선 기간의 시작점은 국제사격연맹 지침에 의거, 올림픽 개최 2년 전인 2022년 9월 18일 폐막하는 2022년 유럽 사격 선수권 대회 산탄총 종목 경기 (키프로스 라르나카)와 소총, 권총 종목 경기 (폴란드 브로츠와프)를 기준으로 삼는다. 2022년 유럽 선수권 대회에서는 각 개인 사격종목의 상위 2개 국가에 총 16명의 출전권을 부여하게 된다. 여기에 그해 치러지는 세계 선수권 대회의 소총, 권총, 산탄총 각 종목 48명 출줜권을 비롯하여, 2022년 연말까지 총 60명의 출전권이 배분된다.
예선기간이 끝나고 공식대회 출전권의 배분이 완료된 뒤에는 각 개별 사격종목의 세계랭킹 리스트를 기준으로 나머지 출전권을 부여한다. 출전권을 아예 확보하지 못한 국가, 특정 종목에서 출전권을 확보하지 못한 국가 순으로 최상위 랭킹 선수에게 올림픽 본선 출전권이 돌아간다.
한편, 이와는 별개로 대회 개최국 프랑스는 사격 개인종목에서 각각 1장씩 총 12장의 출전권을 보장받게 된다.

## 경기 일정
| 예 | 예선 | 결 | 결승 |

| 종목/날짜              | 27일 토 | 27일 토 | 28일 일 | 28일 일 | 29일 월 | 29일 월 | 30일 화 | 30일 화 | 31일 수 | 31일 수 | 1일 목 | 1일 목 | 2일 금 | 2일 금 | 3일 토 | 3일 토 | 4일 일 | 4일 일 | 5일 월 | 5일 월 |
| ---------------------- | ------- | ------- | ------- | ------- | ------- | ------- | ------- | ------- | ------- | ------- | ------ | ------ | ------ | ------ | ------ | ------ | ------ | ------ | ------ | ------ |
| 소총                   |         |         |         |         |         |         |         |         |         |         |        |        |        |        |        |        |        |        |        |        |
| 남자 10m 공기소총      |         |         | 예      |         | 결      |         |         |         |         |         |        |        |        |        |        |        |        |        |        |        |
| 남자 50m 소총 3자세    |         |         |         |         |         |         |         |         | 예      |         | 결     |        |        |        |        |        |        |        |        |        |
| 여자 10m 공기소총      |         |         | 예      |         | 결      |         |         |         |         |         |        |        |        |        |        |        |        |        |        |        |
| 여자 50m 소총 3자세    |         |         |         |         |         |         |         |         |         |         |        | 예     |        | 결     |        |        |        |        |        |        |
| 혼성 10m 공기소총 단체 | 예      | 결      |         |         |         |         |         |         |         |         |        |        |        |        |        |        |        |        |        |        |
| 권총                   |         |         |         |         |         |         |         |         |         |         |        |        |        |        |        |        |        |        |        |        |
| 남자 10m 공기권총      | 예      |         |         | 결      |         |         |         |         |         |         |        |        |        |        |        |        |        |        |        |        |
| 남자 25m 속사권총      |         |         |         |         |         |         |         |         |         |         |        |        |        |        |        |        | 예     |        |        | 결     |
| 여자 10m 공기권총      | 예      |         |         | 결      |         |         |         |         |         |         |        |        |        |        |        |        |        |        |        |        |
| 여자 25m 권총          |         |         |         |         |         |         |         |         |         |         |        |        | 예     |        |        | F      |        |        |        |        |
| 혼성 10m 공기권총 단체 |         |         |         |         | 예      |         |         | 결      |         |         |        |        |        |        |        |        |        |        |        |        |
| 산탄총                 |         |         |         |         |         |         |         |         |         |         |        |        |        |        |        |        |        |        |        |        |
| 남자 트랩              |         |         |         |         | 예      | 예      | 예      | 결      |         |         |        |        |        |        |        |        |        |        |        |        |
| 남자 스키트            |         |         |         |         |         |         |         |         |         |         |        |        | 예     | 예     | 예     | 결     |        |        |        |        |
| 여자 트랩              |         |         |         |         |         |         | 예      | 예      | 예      | 결      |        |        |        |        |        |        |        |        |        |        |
| 여자 스키트            |         |         |         |         |         |         |         |         |         |         |        |        |        |        | 예     | 예     | 예     | 결     |        |        |
| 혼성 스키트 단체       |         |         |         |         |         |         |         |         |         |         |        |        |        |        |        |        |        |        | 예     | 결     |

## 메달리스트

### 남자
| 10m 공기권총   | 셰위 · 중화인민공화국     | 페데리코 닐로 말디니 · 이탈리아 | 파올로 몬나 · 이탈리아     |  |  |  |
| 25m 속사권총   | 리웨훙 · 중화인민공화국   | 조영재 · 대한민국               | 왕신제 · 중화인민공화국    |  |  |  |
|                |                           |                                 |                            |  |  |  |
| 10m 공기소총   | 성리하오 · 중화인민공화국 | 빅토르 린드그렌 · 스웨덴        | 미란 마리치치 · 크로아티아 |  |  |  |
| 50m 소총 3자세 | 류위쿤 · 중화인민공화국   | 세르히 쿨리시 · 우크라이나      | 스와프닐 쿠살레 · 인도     |  |  |  |
|                |                           |                                 |                            |  |  |  |
| 스키트         | 빈센트 핸콕 · 미국        | 코너 프린스 · 미국              | 리멍위안 · 중화 타이베이   |  |  |  |
| 트랩           | 네이선 헤일스 · 영국      | 치잉 · 중화인민공화국           | 장 피에르 브롤 · 과테말라  |  |  |  |

### 여자
| 10m 공기권총   | 오예진 · 대한민국            | 김예지 · 대한민국              | 마누 바카르 · 인도           |  |  |  |
| 25m 권총       | 양지인 · 대한민국            | 카미유 주드르제브스키 · 프랑스 | 머요르 베로니커 · 헝가리     |  |  |  |
|                |                              |                                |                              |  |  |  |
| 10m 공기소총   | 반효진 · 대한민국            | 황위팅 · 중화인민공화국        | 오드레 고니아 · 스위스       |  |  |  |
| 50m 소총 3자세 | 키아라 레오네 · 스위스       | 세이전 매덜리나 · 미국         | 장충웨 · 중화인민공화국      |  |  |  |
|                |                              |                                |                              |  |  |  |
| 스키트         | 프란시스카 크로베토 · 칠레   | 앰버 러터 · 영국               | 오스틴 스미스 · 미국         |  |  |  |
| 트랩           | 아드리아나 루아노 · 과테말라 | 실바나 스탄코 · 이탈리아       | 페니 스미스 · 오스트레일리아 |  |  |  |

### 혼성
| 10m 공기소총 단체 | 중화인민공화국 (CHN) · 황위팅 · 성리하오           | 대한민국 (KOR) · 금지현 · 박하준                      | 카자흐스탄 (KAZ) · 알렉산드라 레 · 이슬람 삿파예프 |  |  |  |
|                   |                                                    |                                                       |                                                    |  |  |  |
| 10m 공기권총 단체 | 세르비아 (SRB) · 조라나 아루노비치 · 다미르 미케츠 | 튀르키예 (TUR) · 셰발 일라이다 타르한 · 유수프 디케치 | 인도 (IND) · 마누 바카르 · 사라브조트 싱           |  |  |  |
|                   |                                                    |                                                       |                                                    |  |  |  |
| 스키트 단체       | 이탈리아 (ITA) · 디아나 바코시 · 가브리엘레 로세티 | 미국 (USA) · 오스틴 스미스 · 빈센트 핸콕              | 중화인민공화국 (CHN) · 장이팅 · 뤼젠린             |  |  |  |